# إنترناشينال سوبرستار سوكر برو 98

قائمة إختيار المنتخبات الوطنية في اللعبة.

إنترناشينال سوبرستار سوكر برو 98 (بالإنجليزية: International Superstar Soccer Pro 98)‏ وتُتختصر اسم هَذِهِ اللعبة آي إس إس برو 98 (بالإنجليزية: ISS Pro 98)‏ و وينينج إيلافن 3 Winning Eleven 3 في اليابان وهي تبعت إنترناشينال سوبرستار سوكر برو طورت بواسطة شركة كونامي أطلقت اللعبة في سنة 1998 في بلاي ستيشن 1 وكان التعليق فيها باللغة الإنغليزية بصوت توني جوبا.
أوروبا
- Germany
- Austria
- Belgium
- Bulgaria
- Croatia
- Denmark
- Scotland
- Spain
- France
- Wales
- Greece
- England
- Ireland
- Northern Ireland
- Italy
- Norway
- Netherlands
- Portugal
- Romania
- Sweden
- Turkey
- Yugoslavia

أفريقيا 
- Cameroon
- Morocco
- Nigeria
- Tunisia
- South Africa

أمريكا الجنوبية
- Argentina
- Brazil
- Chile
- Colombia
- Paraguay

أمريكا الشمالية 
- USA
- Jamaica
- Mexico

آسيا
- Saudi Arabia
- South Korea
- Iran
- Japan

اوشانيا
- Australia

أخرى
- منتخب نجوم العالم
- منتخب نجوم أوروبا